# Chris Lewis
Chris Lewis (* 9. März 1957 in Auckland) ist ein ehemaliger neuseeländischer Tennisspieler.

## Leben
Im Jahr 1975 war Lewis die Nummer 1 der Junioren. Insgesamt gewann er als Profi drei Einzelturniere und erreichte als höchste Position auf der Tennisweltrangliste im Jahr 1984 Platz 19. Außerdem gewann er in seiner Laufbahn zwölf Turniere im Doppel, wo er 1985 Platz 46 erreichte.
Mit dem Einzug ins Finale des Herreneinzels 1983 in Wimbledon war Lewis erst der siebte ungesetzte und nach Anthony Wilding zweite neuseeländische Spieler, dem dies gelang. Im Finale unterlag er John McEnroe in drei Sätzen.
Chris Lewis litt unter Flugangst, bedingt auch dadurch, dass er in drei Maschinen saß, die notlanden mussten. So versuchte er Flugreisen zu umgehen, was sich aufgrund der rund um den Globus verteilten Turniere und seiner entfernten Heimat oft nicht realisieren ließ.

## Erfolge
| Legende                       |
| Grand Slam                    |
| Tennis Masters Cup            |
| ATP Masters Series            |
| ATP International Series Gold |
| ATP International Series (11) |
| ATP Challenger Series (3)     |

| ATP-Titel nach Belag |
| Hartplatz (3)        |
| Sand (6)             |
| Rasen (2)            |
| Teppich (0)          |

### Einzel

#### Turniersiege

##### ATP Tour
| Nr. | Datum          | Turnier   | Belag     | Finalgegner               | Ergebnis                |
| --- | -------------- | --------- | --------- | ------------------------- | ----------------------- |
| 1.  | 30. Juli 1978  | Kitzbühel | Sand      | Vladimír Zedník           | 6:1, 6:4, 6:0           |
| 2.  | 18. Mai 1981   | München   | Sand      | Christophe Roger-Vasselin | 4:6, 6:2, 2:6, 6:1, 6:1 |
| 3.  | 7. Januar 1985 | Auckland  | Hartplatz | Wally Masur               | 7:5, 6:0, 2:6, 6:4      |

##### Challenger Tour
| Nr. | Datum              | Turnier   | Belag | Finalgegner  | Ergebnis |
| --- | ------------------ | --------- | ----- | ------------ | -------- |
| 1.  | 16. September 1979 | Charlotte | Sand  | David Carter | 6:2, 6:2 |

#### Finalteilnahmen
| Nr. | Datum             | Turnier     | Belag         | Finalgegner    | Ergebnis                |
| --- | ----------------- | ----------- | ------------- | -------------- | ----------------------- |
| 1.  | 11. Dezember 1977 | Adelaide    | Rasen         | Tim Gullikson  | 6:3, 4:6, 6:3, 2:6, 4:6 |
| 2.  | 29. März 1981     | Stuttgart   | Hartplatz (i) | Ivan Lendl     | 3:6, 0:6, 7:6, 3:6      |
| 3.  | 23. August 1981   | Cincinnati  | Hartplatz     | John McEnroe   | 3:6, 4:6                |
| 4.  | 11. Oktober 1981  | Brisbane    | Rasen         | Mark Edmondson | 6:7, 6:3, 4:6           |
| 5.  | 20. Dezember 1981 | Sydney      | Rasen         | Tim Wilkison   | 4:6, 6:7, 3:6           |
| 6.  | 2. April 1982     | Hilton Head | Sand          | Van Winitsky   | 4:6, 4:6                |
| 7.  | 3. Juli 1983      | Wimbledon   | Rasen         | John McEnroe   | 2:6, 2:6, 2:6           |

### Doppel

#### Turniersiege

##### ATP Tour
| Nr. | Datum             | Turnier      | Belag     | Partner         | Finalgegner                    | Ergebnis      |
| --- | ----------------- | ------------ | --------- | --------------- | ------------------------------ | ------------- |
| 1.  | 10. Januar 1977   | Auckland     | Rasen     | Russell Simpson | Peter Langsford Jonathan Smith | 7:6, 6:4      |
| 2.  | 18. April 1977    | Florenz      | Sand      | Russell Simpson | Iván Molina Jairo Velasco Sr.  | 2:6, 7:6, 6:2 |
| 3.  | 24. Juli 1978     | Kitzbühel    | Sand      | Mike Fishbach   | Pavel Huťka Pavel Složil       | 6:7, 6:4, 6:3 |
| 4.  | 27. November 1978 | Buenos Aires | Sand      | Van Winitsky    | José Luis Clerc Belus Prajoux  | 6:4, 3:6, 6:0 |
| 5.  | 5. Oktober 1981   | Brisbane     | Rasen     | Rod Frawley     | Mark Edmondson Mike Estep      | 7:5, 4:6, 7:6 |
| 6.  | 10. Januar 1983   | Auckland     | Hartplatz | Russell Simpson | David Graham Laurie Warder     | 7:6, 6:3      |
| 7.  | 16. Mai 1983      | München      | Sand      | Pavel Složil    | Anders Järryd Tomáš Šmíd       | 6:4, 6:2      |
| 8.  | 7. Januar 1985    | Auckland     | Hartplatz | John Fitzgerald | Broderick Dyke Wally Masur     | 7:6, 6:2      |

##### Challenger Tour
| Nr. | Datum           | Turnier       | Belag     | Partner         | Finalgegner                        | Ergebnis |
| --- | --------------- | ------------- | --------- | --------------- | ---------------------------------- | -------- |
| 1.  | 15. Januar 1978 | Auckland      | Hartplatz | Russell Simpson | Rod Frawley Karl Meiler            | 6:1, 7:6 |
| 2.  | 3. Mai 1981     | West Worthing | Hartplatz | Chris Johnstone | Rory Chappell Schalk van der Merwe | 6:2, 6:3 |

#### Finalteilnahmen
| Nr. | Datum           | Turnier         | Belag       | Partner        | Finalgegner                    | Ergebnis      |
| --- | --------------- | --------------- | ----------- | -------------- | ------------------------------ | ------------- |
| 1.  | 3. April 1977   | Nizza (1)       | Sand        | Chris Kachel   | Ion Țiriac Guillermo Vilas     | 4:6, 1:6      |
| 2.  | 13. August 1978 | Indianapolis    | Sand        | Jeff Borowiak  | Gene Mayer Hank Pfister        | 3:6, 1:6      |
| 3.  | 4. Mai 1980     | São Paulo       | Teppich (i) | David Carter   | Anand Amritraj Fritz Buehning  | 6:7, 2:6      |
| 4.  | 25. Mai 1980    | München         | Sand        | David Carter   | Heinz Günthardt Bob Hewitt     | 6:7, 1:6      |
| 5.  | 20. Juli 1980   | Stuttgart       | Sand        | John Yuill     | Colin Dowdeswell Frew McMillan | 3:6, 4:6      |
| 6.  | 27. Juli 1980   | Kitzbühel       | Sand        | Carlos Kirmayr | Klaus Eberhard Ulrich Marten   | 4:6, 6:3, 4:6 |
| 7.  | 12. April 1981  | Nizza (2)       | Sand        | Pavel Složil   | Yannick Noah Pascal Portes     | 6:4, 3:6, 4:6 |
| 8.  | 29. April 1984  | Aix-en-Provence | Sand        | Wally Masur    | Pat Cash Paul McNamee          | 6:4, 3:6, 4:6 |